# Гермес (ракетний комплекс)
Гермес — російський перспективний комплекс керованої ракетної зброї, розроблений в тульському конструкторському бюро приладобудування. Випробування авіаційного варіанту були завершені в 2003 році, вперше широкому загалу комплекс був продемонстрований 22 лютого 2009 року.
Призначений для ураження поодиноких і групових цілей (у тому числі танків, інженерних і фортифікаційних споруд, надводних цілей і літальних апаратів з низькою швидкістю) одиночним або залповим вогнем на відстанях до 100 км.
Комплекс пристосований під різні варіанти базування («Гермес» — наземні ПУ, «Гермес-А» — авіаційний і «Гермес-К» — корабельний варіант, розробляється стаціонарний наземний варіант) і являє собою уніфіковане рішення високоточної реактивної артилерії для всіх родів військ.

## Ракета

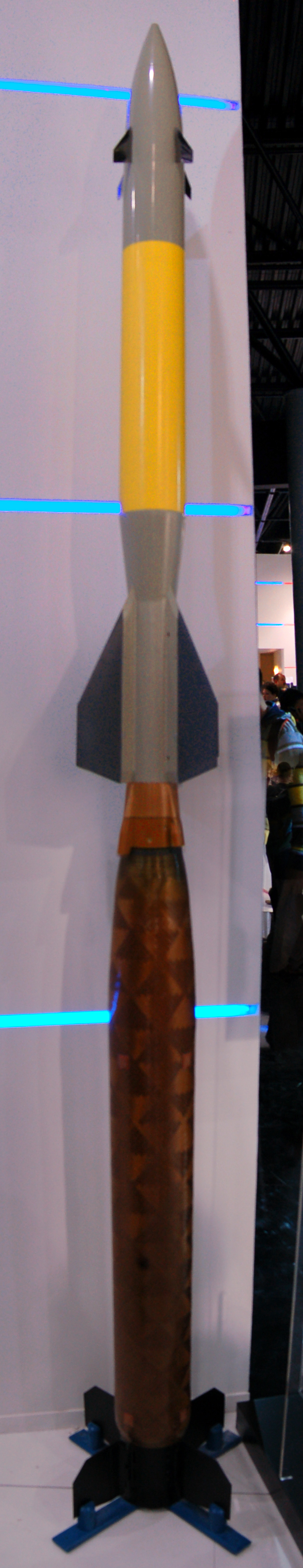
Ракета комплексу «Гермес». МАКС-2009

Ракета комплексу «Гермес» являє собою двохступеневу бікаліброву надзвукову керовану ракету. Індекс ГРАУ ракети досі остаточно не відомий. Ракета зовні нагадує ракету 57Е6-Е комплексу ППО Панцир-С1. Калібр прискорювача залежить від дальності польоту і може становити або 170, або 210 мм.
На маршовій ділянці траєкторії ракета розвиває швидкість до 1000 м/с, а в середньому по траєкторії швидкість становить близько 500 м/с.
Управління польотом ракети здійснюється повітряними рулями. Система наведення ракети — комбінована. На етапі виходу в район цілі воно здійснюється за допомогою інерційного або радіокомандного наведення, а на кінцевій ділянці — самонаведенням. На ракеті можуть розміщуватися різні головки самонаведення, в тому числі лазерні.
Враження цілі відбувається осколково-фугасною бойовою частиною вагою 28 кг. За заявою виробника, точність попадання і потужність боєголовки забезпечують безповоротне знищення малорозмірних цілей однієї ракетою, а великорозмірних — кількома, шляхом послідовного ураження життєво важливих елементів цілі.

## Модифікації

### Гермес
«Гермес» — наземна модифікація комплексу, що розміщується на серійних колісних шасі високої прохідності(зокрема, КАМАЗ 43114). Завдяки використанню спеціалізованої багатофункціональної РЛС виявлення цілей і супроводу ракет, має найбільшу серед всіх модифікацій дальність ураження цілей в 100 км (при цьому використовується ракетний прискорювач більшого калібру).
Величезна для подібних систем дальність наближає можливості «Гермеса» до оперативно-тактичних ракетних комплексів при значно меншій вартості. Комплекс має високий потенціал при контрбатарейній стрільбі.

#### Склад
До складу рухомого комплексу входять, щонайменше:
- Бойова машина (ПУ) з 24 готовими до пуску ракетами в ТПК
- Машина управління з МРЛС виявлення і супроводу на висувній щоглі
- Командно-штабна машина з апаратурою зв'язку та навігації

Підвищення можливостей комплексу можливе при включенні до його складу:
- Транспортно-заряджаючих машин
- Комплексів повітряної розвідки з БПЛА

Обслуговування комплексу проводиться:
- Машиною технічного обслуговування

### Гермес-А
«Гермес-А» — авіаційна модифікація комплексу, оптимізована для розміщення на широкому колі літальних апаратів — від ударних літаків і вертольотів, до транспортної авіації. Дальність застосування авіаційної модифікації складає 15-20 км вдень і вночі.
Комплекс «Гермес-А» суттєво збільшує можливості ударної авіації по ураженню всіх типів наземних і надводних, а також низько швидкісних повітряних цілей. Так само, завдяки надзвуковій швидкості ракети і великій дальності застосування, знижується небезпека для носія з боку ППО противника. Комплекс має високий ступінь автоматизації і дозволяє вести залповий вогонь по різних цілях.

#### Склад
На носії розміщені:
- До 16 ракет в ТПК
- До 2-х пускових установок
- Апаратура управління

Так само до складу комплексу входять, але не розміщуються на носії засоби технічного обслуговування.

#### Носії
Достовірно поки не відомий повний список можливих носіїв комплексу. На сайті виробника як приклад наводяться вертоліт Ка-52 і штурмовик Су-39. Відомо, що в 2003 році були успішно завершені випробування комплексу на вертольоті Ка-52.

### Гермес-К
«Гермес-К» являє собою корабельну модифікацію комплексу, призначену для розміщення на кораблях малої та середньої водотоннажності. Залежно від поставлених завдань, на кораблях можуть бути встановлені ракети як звичайної, так і підвищеної дальності.

#### Склад
До складу комплексу «Гермес-К» входять:
- керовані ракети «Гермес» в ТПК
- рухлива ПУ:
  - спеціалізована
  - АК-630, допрацьована для розміщення ракет.
- апаратура управління комплексом;
- засоби зв'язку і передачі даних;
- засоби технічного обслуговування.

## Тактико-технічні характеристики
Джерело даних: Протитанковий ракетний комплекс «Гермес». Інформаційна система «ракетна техніка»

### Основні характеристики комплексу
- Максимальна дальність стрільби:
  - Варіант підвищеної дальності: 100 км
  - Варіант звичайної дальності: 20 км
- Швидкість польоту:
  - Максимальна: 1000 м/с
  - Середня: 500 м/с
- Температура застосування: від −50 °C до +50 °C

### Ракета
- Масо-габаритні характеристики:
  - Ракети:
    - Довжина: <3,5 м
    - Діаметр ракетного прискорювача: 0,21 м або 0,17 м (в залежності від дальності)
    - Діаметр другого ступеня: 0,13 м
    - Вага: 90 кг

  - ТПК:
    - Довжина: 3,5 м
    - Діаметр: >0,21 м або >0,17 м (в залежності від дальності)
    - Вага:
      - Повна вага ТПК з ракетою: 130 кг або 110 кг (залежно від дальності)
      - Вага ракети в ТПК: 127 кг або 107 кг (залежно від дальності)
- Бойова частина:
  - Тип: осколково-фугасна
  - Вага:
    - Бойової частини: 28 кг
    - Вибухової речовини: 18 кг

  - Бронепробивність : 1000 мм

### Управління та наведення комплексу
- Допустимі типи управління: Комбінований, з самонаведенням
- Супровід цілі: автоматичний

### Пускова установка
- Допустимі типи: наземна, корабельна і повітряна
- Носії: різні типи колісних шасі, транспортної та бойової авіації, бойових кораблів і катерів
- Число ракет на ПУ: до 24

## Історія застосування
В серпні 2014 року в мережі інтернет стали з'являтись фото-матеріали з місць боїв, що вказували на ймовірне застосування ракет комплексу «Гермес» або «Панцир» проти важкої бронетехніки Збройних Сил України.